# Bentley S3

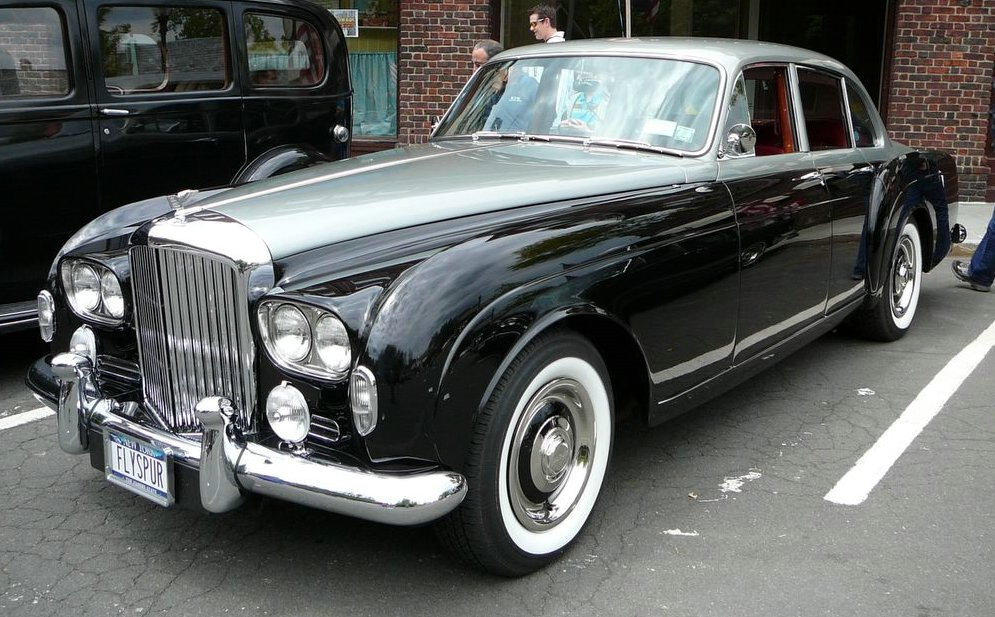
Bentley S3

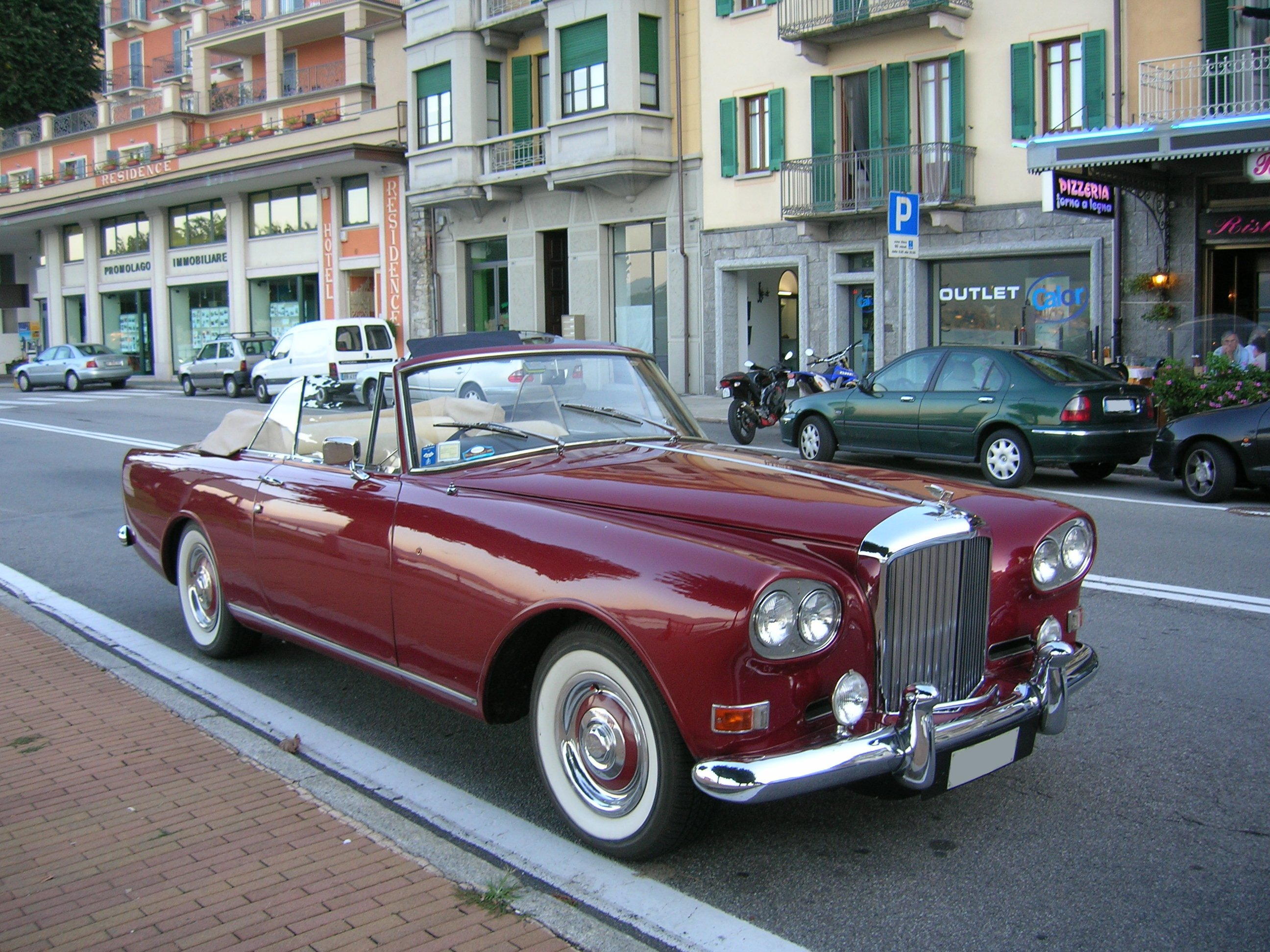
Bentley S3 Continental

El Bentley S3 es un automóvil de lujo construido por la empresa británica Bentley Motors Limited entre 1962 y 1965.

## Características
El vehículo era muy similar al anterior modelo S2. La diferencia más visible era la colocación de los intermitentes en la parte frontal del vehículo en lugar del lateral, Así mismo poseía faros dobles en lugar del faro redondo del anterior. También poseía un capó más bajo y una parrilla modificada.
El interior fue modificado con asientos delanteros individuales y un mayor espacio para las piernas en la parte trasera. Estaba equipaco con aire acondicionado, ventanas eléctricas y cinturones de seguridad en los asientos delanteros.
El modelo contaba con un motor V8 de 6230 cc, basado en el S2, pero con carburadores más amplios. El sistema de inducción, la compresión, así como la dirección asistida fueron mejorados.
Del modelo se construyó una versión deportiva denominada "Continental", donde la carrocería fue fabricada en aluminio, en lugar de acero. Esto combinado con un mayor rendimiento del motor consiguió un modelo claramente más rápido.
Alcanzaba una velocidad máxima de 186 km/h.

## Producción
Del S3 se construyeron las siguientes cantidades por modelo:
- Bentley S3: 1286 unidades (cabrio carrozado por Mulliner).
- Bentley S3 versión larga: 32 unidades (7 con carrocería de James Young).
- Bentley S3 Continental: 311 unidades (291 con carrocería de Mulliner, 20 de James Young).